# Leichtathletik-Halleneuropameisterschaften 2017/60 m Hürden der Frauen
Der 60-Meter-Hürdenlauf der Frauen bei den Leichtathletik-Halleneuropameisterschaften 2017 fand am 3. März 2017 in der Kombank-Arena in Belgrad statt. Im Finale setzte sich die Deutsche Cindy Roleder vor Alina Talaj aus Belarus und ihrer Landfrau Pamela Dutkiewicz durch.

## Rekorde
| Rekorde vor der Leichtathletik-Halleneuropameisterschaften 2017 | Rekorde vor der Leichtathletik-Halleneuropameisterschaften 2017 | Rekorde vor der Leichtathletik-Halleneuropameisterschaften 2017 | Rekorde vor der Leichtathletik-Halleneuropameisterschaften 2017 | Rekorde vor der Leichtathletik-Halleneuropameisterschaften 2017 |
| --------------------------------------------------------------- | --------------------------------------------------------------- | --------------------------------------------------------------- | --------------------------------------------------------------- | --------------------------------------------------------------- |
| Weltrekord                                                      | Susanna Kallur                                                  | 7,68 s                                                          | Karlsruhe                                                       | 10. Februar 2008                                                |
| Europarekord                                                    | Susanna Kallur                                                  | 7,68 s                                                          | Karlsruhe                                                       | 10. Februar 2008                                                |
| Meisterschaftsrekord                                            | Ludmila Naroschilenko                                           | 7,74 s                                                          | Glasgow                                                         | 4. März 1990                                                    |
| Weltjahresbestleistung                                          | Kendra Harrison                                                 | 7,75 s                                                          | Lexington                                                       | 12. Januar 2017                                                 |
| Europäischer Jahresbestleistung                                 | Pamela Dutkiewicz                                               | 7,79 s                                                          | Leipzig                                                         | 18. Februar 2017                                                |

## Ergebnisse

### Qualifikation
Die Qualifikation fand in der Kombank-Arena am 3. März 2017 um 12:45 Uhr Mitteleuropäischer Zeit statt.
| Platz | Lauf | Bahn | Athletin             | Nationalität | Zeit (s) |
| ----- | ---- | ---- | -------------------- | ------------ | -------- |
| 1     | 2    | 7    | Pamela Dutkiewicz    | Deutschland  | 7,86     |
| 2     | 2    | 2    | Nadine Visser        | Niederlande  | 7,92 PB  |
| 3     | 4    | 8    | Alina Talaj          | Belarus      | 7,94     |
| 4     | 3    | 3    | Cindy Roleder        | Deutschland  | 7,98     |
| 5     | 1    | 7    | Isabelle Pedersen    | Norwegen     | 8,00     |
| 5     | 4    | 4    | Hanna Plotizyna      | Ukraine      | 8,00     |
| 7     | 1    | 5    | Ricarda Lobe         | Deutschland  | 8,07     |
| 8     | 4    | 7    | Elisavet Pesiridou   | Griechenland | 8,08     |
| 9     | 4    | 3    | Ivana Lončarek       | Kroatien     | 8,12     |
| 10    | 3    | 7    | Sharona Bakker       | Niederlande  | 8,13     |
| 11    | 1    | 8    | Luca Kozák           | Ungarn       | 8,14 PB  |
| 12    | 3    | 8    | Susanna Kallur       | Schweden     | 8,15     |
| 13    | 1    | 3    | Maja Rogemyr         | Schweden     | 8,18 PB  |
| 14    | 4    | 2    | Lotta Harala         | Finnland     | 8,20     |
| 15    | 2    | 4    | Elwira Herman        | Belarus      | 8,24     |
| 16    | 3    | 2    | Gréta Kerekes        | Ungarn       | 8,24 SB  |
| 17    | 4    | 5    | Anamaria Nesteriuc   | Rumänien     | 8,24     |
| 18    | 3    | 4    | Caridad Jerez        | Spanien      | 8,26     |
| 19    | 1    | 4    | Karolina Kołeczek    | Polen        | 8,28     |
| 20    | 3    | 6    | Olena Janowska       | Ukraine      | 8,33     |
| 21    | 3    | 5    | Stanislava Lajčáková | Slowakei     | 8,36     |
| 22    | 4    | 6    | Milica Emini         | Serbien      | 8,62     |
| -     | 2    | 3    | Stephanie Bendrat    | Österreich   | DSQ      |
| -     | 2    | 6    | Anne Zagré           | Belgien      | DSQ      |
| -     | 2    | 8    | Reetta Hurske        | Finnland     | DSQ      |
| -     | 2    | 5    | Elin Westerlund      | Schweden     | DSQ      |
| -     | 1    | 6    | Andrea Ivančević     | Kroatien     | DNS      |

### Halbfinale
Die Halbfinal-Läufe fand in der Kombank-Arena am 3. März 2017 um 16:30 Uhr Mitteleuropäischer Zeit statt.
| Platz | Lauf | Bahn | Athletin           | Nationalität | Zeit (s) |
| ----- | ---- | ---- | ------------------ | ------------ | -------- |
| 1     | 1    | 5    | Alina Talaj        | Belarus      | 7,86 SB  |
| 2     | 2    | 3    | Cindy Roleder      | Deutschland  | 7,89     |
| 3     | 1    | 4    | Hanna Plotizyna    | Ukraine      | 7,92 PB  |
| 3     | 2    | 5    | Pamela Dutkiewicz  | Deutschland  | 7,92     |
| 5     | 2    | 6    | Nadine Visser      | Niederlande  | 7,96     |
| 6     | 1    | 6    | Ricarda Lobe       | Deutschland  | 8,00     |
| 7     | 2    | 4    | Isabelle Pedersen  | Norwegen     | 8,02     |
| 8     | 2    | 8    | Elisavet Pesiridou | Griechenland | 8,10     |
| 9     | 1    | 7    | Susanna Kallur     | Schweden     | 8,12     |
| 10    | 1    | 3    | Sharona Bakker     | Niederlande  | 8,20     |
| 10    | 1    | 2    | Ivana Lončarek     | Kroatien     | 8,20     |
| 12    | 2    | 2    | Gréta Kerekes      | Ungarn       | 8,23 SB  |
| 13    | 1    | 8    | Luca Kozák         | Ungarn       | 8,27     |
| 14    | 1    | 1    | Lotta Harala       | Finnland     | 8,30     |
| 15    | 2    | 1    | Maja Rogemyr       | Schweden     | 8,34     |
| 16    | 2    | 7    | Elwira Herman      | Belarus      | 8,57     |

### Finale
| Platz | Bahn | Athletin          | Nationalität | Zeit (s) |
| ----- | ---- | ----------------- | ------------ | -------- |
|       | 6    | Cindy Roleder     | Deutschland  | 7,88     |
|       | 5    | Alina Talaj       | Belarus      | 7,92     |
|       | 3    | Pamela Dutkiewicz | Deutschland  | 7,95     |
| 4     | 4    | Hanna Plotizyna   | Ukraine      | 7,96     |
| 5     | 1    | Isabelle Pedersen | Norwegen     | 8,01     |
| 6     | 8    | Ricarda Lobe      | Deutschland  | 8,03     |
| 7     | 7    | Nadine Visser     | Niederlande  | 8,04     |
| 8     | 2    | Susanna Kallur    | Schweden     | 8,14     |